# Тельнюк, Станислав Владимирович
Станислав Владимирович Тельнюк (1935, с. Искровка, Запорожская область — 1990) — украинский поэт, прозаик и литературный критик.

## Биография
В 1959 году окончил Киевский государственный университет.
В 1962—1966 годах работал в редакции газеты «Литературная Украина». Позднее — ответственный секретарь комиссии критики и теории литературы Союза писателей Украины.
Публиковался с 1952 года. Издал 8 сборников стихов, в частности «Леґенда про будні» (1963), «Залізняки» (1966), «Опівнічне» (1972), «Робота» (1976); повести «Туди, де сонце сходить» (1967), «Грає синє море» (1971); литературно-критический очерк «Червоних сонць протуберанці» (1968). Также работал литературным переводчиком. В 1960-е годы в самиздате распространялись сатирические стихи Тельнюка, направленные против русификации, в частности известное стихотворение «Забувайте українську мову!».
Скончался в 1990 году. Похоронен на Байковом кладбище.

### Семья
Был женат. Дочери Леся и Галя — украинские певицы Сёстры Тельнюк.

## Память
В честь С. В. Тельнюка назван астероид (7632) Stanislav, открытый астрономом Людмилой Карачкиной в Крымской Астрофизической Обсерватории 20 октября 1982 г.